# Богоров Веніамін Григорович
Бо́горов Веніамі́н Григо́рович (11 (24) грудня 1904, Москва — 15 квітня 1971, Кишинів) — російський радянський океанолог і гідробіолог, член-кореспондент Академії наук СРСР з 1958 року.

## Біографія

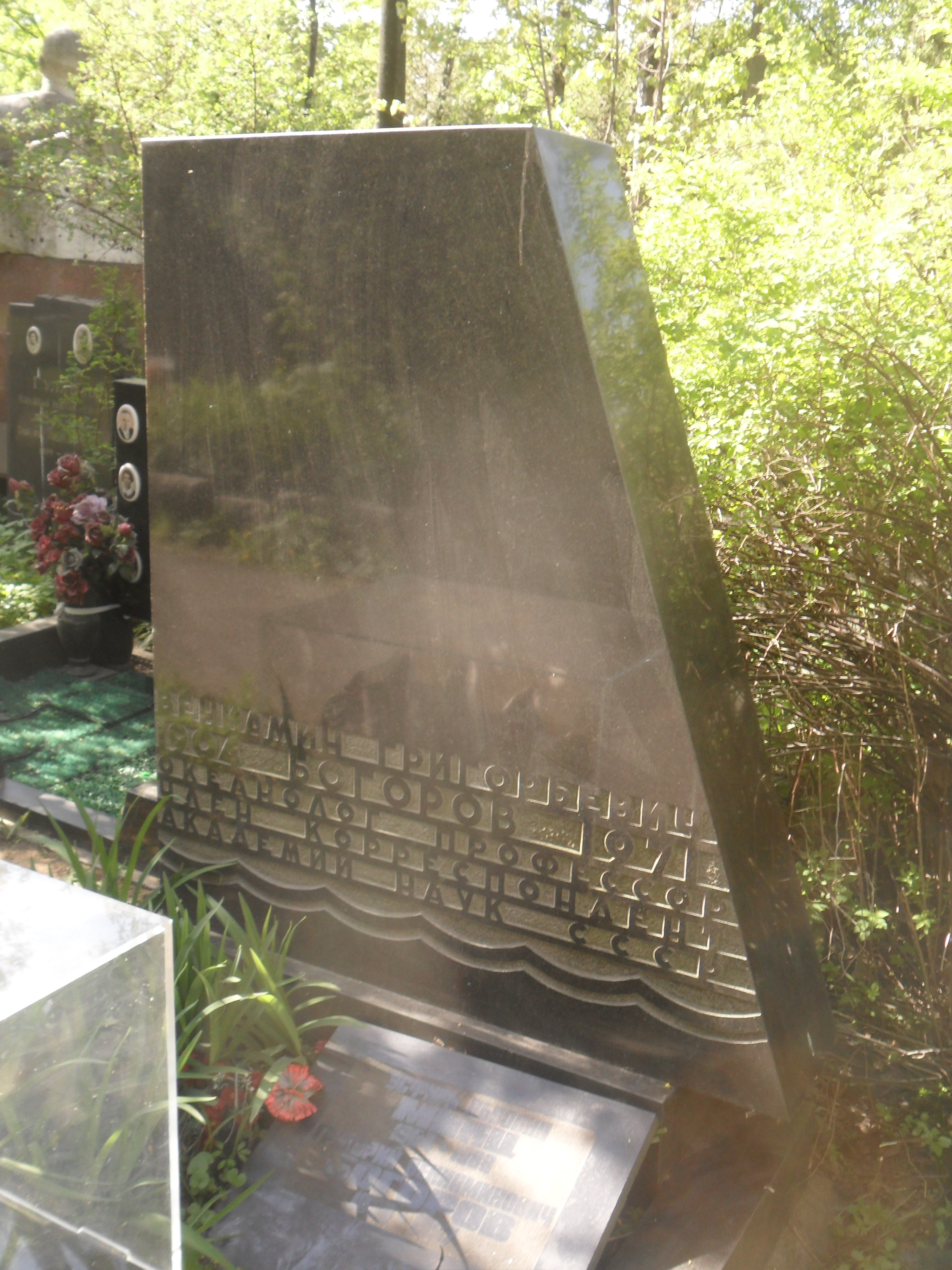
Надгробок на могилі Веніаміна Богорова

Народився 11 грудня за старим стилем 1904 року в родині московських службовців Григорія Веніаміновича і Фані Соломонівни Богорових. Вищу освіту здобув на біологічному факультеті Московського університету, навчання закінчив 1926 року. Ще до завершення навчання здійснював наукову роботу під час експедиції 1924 року на судні «Персей» Морського наукового інститут в Баренцовому і Карському морях.
1930 року відправлений на стажування до Англії на біологічну станцію в Плімут. З 1933 року завідувач лабораторією у Всесоюзному інституті рибного господарства і океанографії. 1934 року брав участь в плаванні по Арктиці на криголамі «Федір Літке» і на криголамному пароплаві «Садко».
У 1940 році захистив докторську дисертацію на тему «Біологічні сезони в планктоні полярних морів». Того ж року при відділенні географічних наук АН СРСР була створена лабораторія океанології, завідувачем якої став П. П. Ширшов, а заступником — В. Г. Богоров. Лабораторія пізніше стала інститутом. З 1946 року обіймав посаду заступника директора з науки Інституту океанології Академії наук СРСР. Також з 1946 року працює професором географічного факультету Московського державного університету. Богоров усе своє життя виступав як лектор із пропаганди географічних знань, публікував науково-популярні книги і статті про океан і життя в ньому.
1958 року обраний членом-кореспондентом Академії наук СРСР. У 1961 році в Інституті океанології переходить на посаду завідувача лабораторією планктону.
З 1964 року завідував кафедрою гідробіології Московського університету. Читав курси: «Біогеографія Півночі», «Біомаса планктерів», «Біологічні сезони планктону».
За ініціативи Веніаміна Григоровича Богорова і за активної участі Івана Дмитровича Папаніна переобладнали вантажопасажирський теплохід «Марс» в науково-дослідне судно «Витязь», на якому Богоров керував морською гідрографічною експедицією.
Похований на Новодівичому кладовищі в Москві.

## Наукові праці
Веніамін Григорович займався вивченням планктону морів і океанів, проблемами біологічної продуктивності, виділення в океані географічних зон. Розробив учення про біологічні сезони в полярних морях, заклав основи біологічного обґрунтування льодових прогнозів арктичних морів. Займався проблемою біогеографічного районування океанської пелагіалі за планктоном, виділенням водних мас з використанням видів-індикаторів. Встановив і обґрунтував зв'язок між кліматичною зональністю планети і закономірностями розподілу планктону в Світовому океані. Особливу увагу приділяв проблемі біологічної продуктивності океану і раціонального використання біологічних ресурсів. Пояснював еволюцію океану як біологічної системи в світлі вчення про біогеоценози. Спільно з Л. О. Зенкевичем працював над вивченням біологічної структури океану.
Найважливіші наукові роботи і публікації:
- (рос.) Суточное вертикальное распределение планктона в полярных условиях (в юго-восточной части Баренцева моря) // Труды Полярного научно-исследовательского института морского рыбного хозяйства и океанографии имени H. M. Клиновича, 1936, вып. 2.
- (рос.) Особенности сезонных явлений в планктоне полярных морей и их значение для ледовых прогнозов // Зоологический журнал, 1939, т. 18, вып. 5.
- (рос.) Биологические сезоны в планктоне различных морей // Доклады АН СССР, 1941. Т. 31, № 4. — С. 404—407.
- (рос.) Суточная вертикальная миграция зоопланктона в полярных морях // Доклады АН СССР, 1943. Т. 40, № 4. — С. 184—196.
- (рос.) Распространение солоноватоводной фауны планктона в сибирских полярных морях // Доклады АН СССР, 1944. Т. 44, № 5. — С. 208—210.
- (рос.) Роль биологических индикаторов в познании гидрологического режима моря. — М.-Л., 1945.
- (рос.) Инструкция для проведения гидробиологических работ в море. — М.-Л. : Главсевморпуть, 1947. — 125 с.
- (рос.) Вертикальное распределение зоопланктона и вертикальное расчленение вод океана // Труды института океанологии АН СССР, 1948. Т. 2. — С. 43–59.
- (рос.) Продукция планктона и характеристика биогеографических областей океана // Доклады АН СССР, 1958. Т. 118, № 5. — С. 917—919.
- (рос.) Биологическая структура океана // Доклады АН СССР, 1959. Т. 128, № 4. — С. 819—822.
- (рос.) К проблеме биогеографического районирования океана // Вопросы географии. Т. 48. М. : Наука, 1960. — С. 71–88.
- (рос.) Биомасса зоопланктона и продуктивные районы Тихого океана // Планктон / под ред. В. Г. Богорова. М. : Наука, 1967а. — С. 221—229. (Тихий океан. Том 7 : Биология Тихого океана ; книга 1.)
- (рос.) Географическая зональность океана // Планктон / под ред. В. Г. Богорова. М. : Наука, 1967б. — С. 230—234. (Тихий океан. Том 7 : Биология Тихого океана ; книга 1.)
- (рос.) Богоров В. Г., Зенкевич Л. А. Биологическая структура океана // Экология водных организмов / под ред. Г. М. Беляева и др. М. : Наука, 1966. — С. 3–14.

Науково-популярні праці:
- (рос.) Море — М. : Детиздат ЦК ВЛКСМ, 1940. — 149 с.
- (рос.) Моря и океаны. — М.-Л. : Издательство технико-теоретической литературы, 1948. — 32 с.
- (рос.) Жизнь моря. — Л. : Молодая гвардия, 1950. — 263 с.
- (рос.) Животный мир морей и океанов и его хозяйственное значение. — М. : Географиздат, 1952. — 96 с.
- (рос.) Океан. — М. : Военгиз, 1955. — 140 с.
- (рос.) Жизнь океана. — М. : Знание, 1969. — 64 с.
- (рос.) Планктон Мирового океана. — М. : Наука, 1974. — 320 с.

## Нагороди та відзнаки
За багаторічну плідну наукову працю на користь держави Богоров був удостоєний ряду премій, нагороджений орденами і медалями:
- 1934 — орден Червоної Зірки;
- 1945 — Орден Трудового Червоного Прапора;
- 1945 — Медаль «За доблесну працю у Великій Вітчизняній війні 1941—1945 рр.»;
- 1951 — лауреат Сталінської премії другого ступеня за роботи в області океанології (спільно з О. Д. Добровольським);
- 1953 — орден Леніна;
- 1957 — почесний полярник;
- 1964 — Орден Трудового Червоного Прапора;
- 1965 — лауреат Ломоносівської премії[4].

## Пам'ять

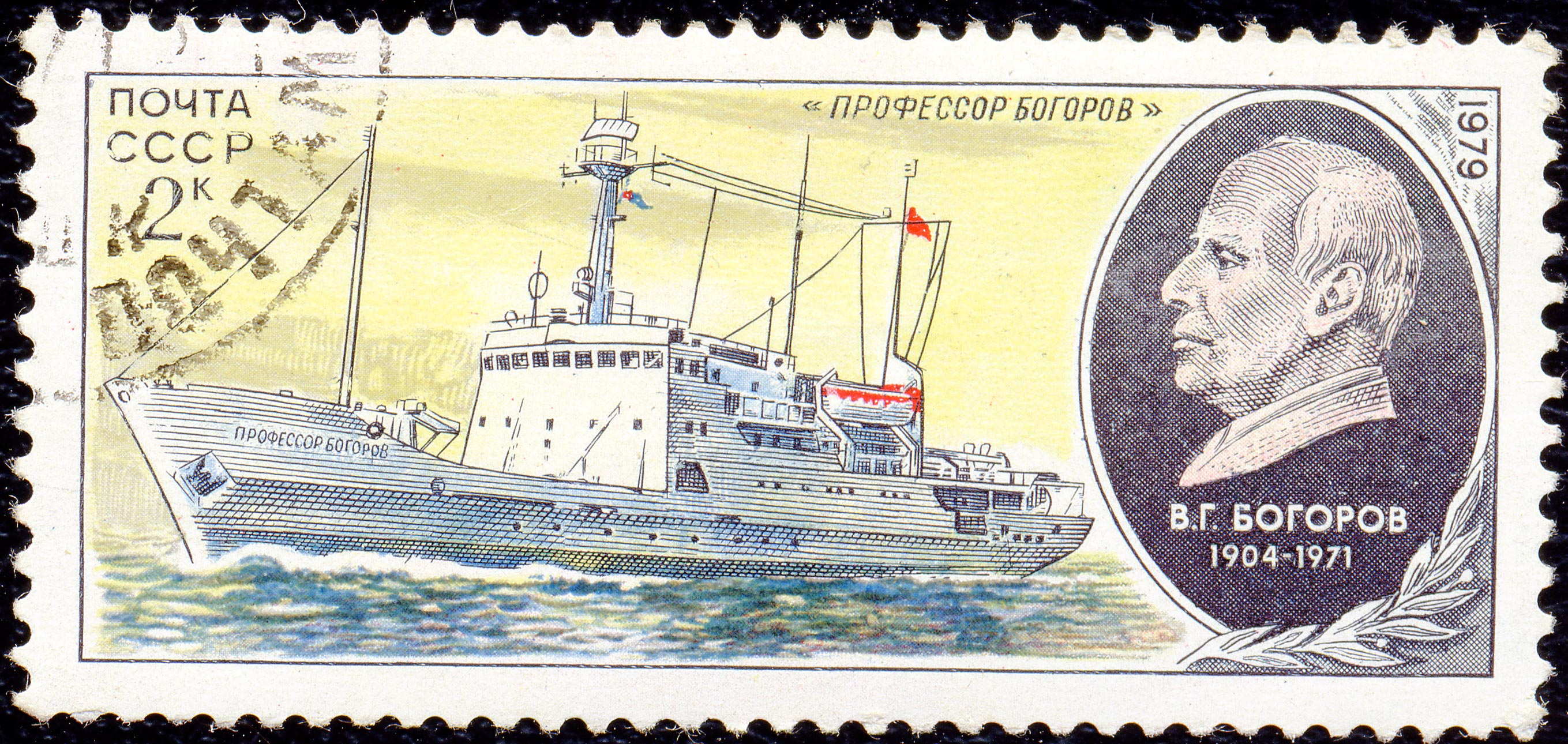
Поштова марка СРСР із зображенням науково-дослідного судна «Професор Богоров» і портретом В. Р. Богорова

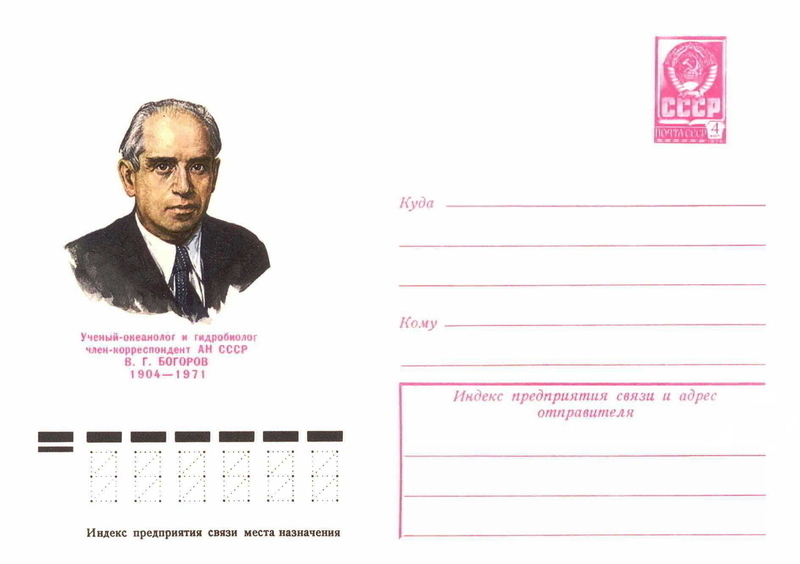
Поштовий конверт СРСР, присвячений 75-річчю з дня народження В. Богорова

На честь В. Р. Богорова названий підводний хребет на дні Японського моря (хребет Богорова) і науково-дослідницьке судно Академії наук СРСР («Професор Богоров»).
1979 року Пошта СРСР випустила поштовий конверт, присвячений 75-річчю з дня його народження.